# Denis Smith
Ne doit pas être confondu avec Dennis Smith.
Pour les articles homonymes, voir Denis Smith (hockey sur glace) et Smith.
Denis Smith est un footballeur puis entraîneur anglais, né le 19 novembre 1947 à Meir (en), Stoke-on-Trent, Angleterre. Évoluant au poste de défenseur, il est principalement connu pour ses saisons à Stoke City et York City (club qu'il a aussi entraîné) et pour avoir été l'entraîneur de Sunderland, Bristol City, Oxford United, West Bromwich Albion et Wrexham.
Sa générosité et son engagement comme défenseur lui ont valu d'entrer dans le Livre Guinness des records comme le footballeur ayant subi le plus de blessures durant sa carrière.

## Biographie

### Carrière de joueur
Natif de Meir (en), Stoke-on-Trent, il est formé dans le club local pour lequel il joue son premier match en septembre 1968. Défenseur réputé pour ses tacles, il s'impose rapidement comme titulaire en défense, où il forme un duo réputé avec Alan Bloor (en) pendant presque la totalité de sa carrière.
Il connait des temps fastes avec Stoke City avec une victoire en League Cup en 1972 et en FA Cup en 1973 (même s'il ne joue pas la finale) et terminant à la cinquième place de la First Division en 1973-1974 et en 1975-1975.
Réputé pour sa générosité qui lui a valu de nombreuses blessures et pour sa capacité à revenir malgré tout, il est toutefois freiné dans sa carrière par sa cinquième fracture de la jambe en mars 1985. Il ne retrouvera ensuite jamais réellement son vrai niveau et même s'il aide activement le club à gagner la promotion de Second Division en First Division en 1978-1979.

### Carrière d'entraîneur
Il quitte finalement les Potters en mai 1982 pour rejoindre York City en tant que joueur-entraîneur (après avoir connu les Minstermen en prêt quelque temps auparavant). Avec ces derniers, il remporte le titre de champion de Fourth Division en 1983-1983. Après y être resté cinq saisons, il prend en main Sunderland avec qui il remporte le titre de champion de Third Division en 1987-1988 puis la promotion en First Division en 1989-1990.
Renvoyé en décembre 1991, il prend en charge Bristol City trois mois plus tard qu'il sauve de la relégation avant de s'engager pour Oxford United en septembre 1993. Avec les U's, il obtient la promotion en First Division à la suite de la saison 1995-1996. Après avoir entraîné WBA pendant deux saisons et demie, il retourne à Oxford United en février 2000 qu'il sauve de la relégation avant de s'engager avec Wrexham.
Il remporte la promotion avec les Red Dragons en Second Division à la suite de la saison 2002-2003, ainsi que le Football League Trophy en 2005 et la FAW Premier Cup en 2002 et en 2003.

#### Statistiques
Au 10 novembre 2014.
| Équipe               | Depuis            | Jusqu'au         | Matches | Victoires | Nuls | Défaites | % Victoires |
| -------------------- | ----------------- | ---------------- | ------- | --------- | ---- | -------- | ----------- |
| York City            | mai 1982          | 31 mai 1987      | 279     | 128       | 64   | 87       | 45,9        |
| Sunderland           | 31 mai 1987       | 30 décembre 1991 | 238     | 91        | 64   | 83       | 38,2        |
| Bristol City         | 9 mars 1992       | 21 janvier 1993  | 49      | 15        | 11   | 23       | 30,6        |
| Oxford United        | 10 septembre 1993 | 24 décembre 1997 | 247     | 99        | 60   | 88       | 40,1        |
| West Bromwich Albion | 24 décembre 1997  | 27 juillet 1999  | 74      | 22        | 20   | 32       | 29,7        |
| Oxford United        | 3 février 2000    | 2 octobre 2000   | 30      | 8         | 3    | 19       | 26,7        |
| Wrexham              | 8 octobre 2001    | 11 janvier 2007  | 278     | 101       | 68   | 109      | 36,3        |

## Palmarès

### Comme joueur
- Stoke City :
  - Vainqueur de la League Cup : 1972
  - Watney Cup (en) : 1973-74
  - Promotion en First Division : 1979

### Comme entraîneur
- York City :
  - Champion de Fourth Division : 1983-84

- Sunderland :
  - Champion de Third Division : 1987-88
  - Promotion en First Division : 1990

- Oxford United :
  - Promotion en First Division : 1996

- Wrexham :
  - Promotion en Second Division : 2002-03
  - Vainqueur du Football League Trophy : 2005
  - FAW Premier Cup : 2002 et 2003

- À titre individuel :
  - Entraîneur du mois en Fourth Division : mars 1984
  - Entraîneur du mois en Third Division : septembre 2002 et avril 2003
  - Entraîneur de l'année en Third Division : 2002-03